# Хуан Гонсалес
Хуан Гонсалес (на испански: Juan González) е уругвайски футболист, защитник.

## Кариера
През 1943 г. е приет в школата на Пенярол, а през 1945 г. дебютира за първия отбор се превръща титуляр. За „черно-жълтите“ Гонсалес играе до края на кариерата си през 1957 г.
През 1950 г. става световен шампион като част от националния отбор на Уругвай. Играе в първите 2 мача на „урусите“ в турнира, а след това мястото му в оставащите 2 мача е заето от Шуберт Гамбета. По този начин Хуан Гонсалес става световен шампион.

## Отличия

### Отборни
Пенярол
- Примера дивисион де Уругвай: 1945, 1949, 1951, 1953, 1954

### Международни
Уругвай
- Световно първенство по футбол: 1950